# Liste der Biografien/Mut
Liste der Biografien |
Portal Biografien |
Personensuche
# |
A |
B |
C |
D |
E |
F |
G |
H |
I |
J |
K |
L |
M |
N |
O |
P |
Q |
R |
S |
T |
U |
V |
W |
X |
Y |
Z |
?
 
Ma |
Mb |
Mc |
Md |
Me |
Mf |
Mg |
Mh |
Mi |
Mj |
Mk |
Ml |
Mm |
Mn |
Mo |
Mp |
Mq |
Mr |
Ms |
Mt |
Mu |
Mv |
Mw |
Mx |
My |
Mz
 
Mua |
Mub |
Muc |
Mud |
Mue |
Muf |
Mug |
Muh |
Mui |
Muj |
Muk |
Mul |
Mum |
Mun |
Muo |
Mup |
Muq |
Mur |
Mus |
Mut |
Muu |
Muv |
Muw |
Mux |
Muy |
Muz
Die Liste der Biografien führt alle Personen auf, die in der deutschsprachigen Wikipedia einen Artikel haben. Dieses ist eine Teilliste mit 422 Einträgen von Personen, deren Namen mit den Buchstaben „Mut“ beginnt.

## Mut
- Mut y Armengol, Vicente (1614–1687), spanischer Astronom, Ingenieur, Historiker, Mathematiker und Offizier
- Mut-Aškur, assyrischer König

### Muta
- Muta, Yūsuke (* 1990), japanischer Fußballspieler
- Mutabaruka (* 1952), jamaikanischer Dub-Poet und Musiker
- Mutabazi, Anastase (* 1952), ruandischer Geistlicher, emeritierter Bischof von Kibungo
- Mutach, Abraham Friedrich (1765–1831), Schweizer Jurist
- Mu'tadid bi-'llah, al- († 902), sechzehnter Kalif der Abbasiden
- Mutafow, Aleksandar (1879–1957), bulgarischer Maler
- Mutafow, Slawi (* 2000), bulgarischer Sprinter
- Mutafowa, Stojanka (1922–2019), bulgarische Schauspielerin
- Mutaftschiew, Jordan (1940–2015), bulgarischer Politiker
- Mutaftschiewa, Wera (1929–2009), bulgarische Schriftstellerin und Historikerin
- Mutaftschijski, Wenzislaw (* 1964), bulgarischer Generalmajor, Befehlshaber, Hochschullehrer und Autor
- Mutafyan, Mesrop (1956–2019), armenischer Patriarch
- Mutaga III. Senyamwiza, König von Burundi
- Mutagamba, Maria (1952–2017), ugandische Politikerin und Ökonomin
- Mutahi, Sammy Alex (* 1989), kenianischer Langstreckenläufer
- Mutai, Abel Kiprop (* 1988), kenianischer Hindernisläufer
- Mutai, Beatrice (* 1987), kenianische Langstreckenläuferin
- Mutai, Emmanuel Kipchirchir (* 1984), kenianischer Marathonläufer
- Mutai, Geoffrey Kiprono (* 1981), kenianischer Langstreckenläufer
- Mutai, John (* 1966), kenianischer Langstreckenläufer
- Mutai, Munyo Solomon (* 1992), ugandischer Langstreckenläufer
- Mutai, Risaku (1890–1974), japanischer Philosoph
- Mutaib ibn Abd al-Aziz (1931–2019), saudi-arabischer Prinz aus dem Hause Saud
- Mutairi, Mishal al (* 1997), kuwaitischer Sprinter
- Mutairu, Momodu (* 1976), nigerianischer Fußballspieler
- Mutaiyam al-Haschimiya († 838), Dichterin, Sängersklavin und Konkubine
- Mutakkil-Nusku, assyrischer König
- Mutal, Lika (1939–2016), niederländisch-peruanische Bildhauerin
- Mutalammis, al, arabischer Dichter
- Mutale, Elias White (1929–1990), sambischer Geistlicher, römisch-katholischer Erzbischof von Kasama
- Mutali, Beatrice, sambisch-britische UN-Funktionärin
- Mutalimow, Marid (* 1980), kasachischer Freistilringer
- Mütəllibov, Ayaz (1938–2022), aserbaidschanischer Politiker
- Mutalov, Abdulhoshim (* 1947), usbekischer Politiker, Premierminister Usbekistans (1992–1995)
- Mutalova, Zamira (* 1930), usbekisch-sowjetische Landwirtschaftsführerin, Mitglied der Kolchose Iljitsch, Bezirk Sredne-Tschirchik, Provinz Taschkent
- Mutambara, Arthur (* 1966), simbabwischer Politiker
- Muʿtamid, al- († 892), fünfzehnter Kalif der Abbasiden (870–892)
- Muʿtamid, al- (1040–1095), Herrscher des Taifa-Emirats Sevilla
- Mutanabbi, al- († 965), arabischer Dichter
- Mutandiro, Grace Tsitsi, simbabwische Diplomatin
- Mutandwa, Kingstone (* 2003), sambischer Fußballspieler
- Mutanow, Ghalymqajyr (* 1957), kasachischer Mathematiker
- Mutapčić, Emir (* 1960), jugoslawischer Basketballspieler und -trainer
- Mutapčić, Marko (* 1965), kroatischer Fußballspieler
- Mutara II. von Ruanda († 1853), König von Ruanda
- Mutara III. Rudahigwa (1911–1959), König der Tutsi-Ethnie in Ruanda, Burundi und dem östlichen Grenzgebiet der demokratischen Republik KongoMutara III. Rudahigwa (1911–1959)

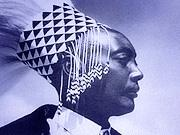
Mutara III. Rudahigwa (1911–1959)

- Mutarelli, Massimo (* 1978), italienischer Fußballtrainer und ehemaliger -spieler
- Mutaschew, Saghynbek (* 1966), kasachischer Politiker
- Mutașcu, Dan (* 1944), rumänischer Schriftsteller
- Muʿtasim, al- (794–842), achter Kalif der Abbasiden
- Mutati, Felix (* 1959), sambischer Politiker
- Mutatkar, Aditi (* 1987), indische Badmintonspielerin
- Mutavdzic, Matilda (* 2004), britische Tennisspielerin
- Mutawa, Bader al- (* 1985), kuwaitischer Fußballspieler
- Mutawakkil, al- (822–861), zehnter Kalif der Abbasiden
- Muʿtazz, al- (847–869), Kalif der Abbasiden

### Mutc
- Mutch, Jordon (* 1991), englischer Fußballspieler
- Mutchler, Howard (1859–1916), US-amerikanischer Politiker
- Mutchler, William (1831–1893), US-amerikanischer Politiker
- Mutchnick, Max (* 1965), US-amerikanischer Filmregisseur, Filmproduzent und Drehbuchautor

### Mute
- Muteba Mugalu, Fulgence (* 1962), kongolesischer Geistlicher, römisch-katholischer Erzbischof von Lubumbashi
- Muteba, Eliot (* 2003), deutsch-angolanischer Fußballspieler
- Muteba, Lionel Tshimanga (* 1990), kongolesischer Sprinter kanadischer Herkunft
- Mutebi, Ronald Muwenda II. (* 1955), ugandischer Kabaka von Buganda
- Mutek, Akio Johnson (1958–2013), sudanesischer Geistlicher, römisch-katholischer Bischof von Torit
- Muteka, Fernando, angolanischer Politiker
- Mutel, Gustave-Charles-Marie (1854–1933), französischer Bischof der Pariser Mission in Korea
- Mutel, Robert Lucien (* 1946), amerikanischer Astronom und Hochschullehrer
- Mutelo, Anne Namakau, namibische Botschafterin
- Mutemwia, Tochter des mitannischen Königs Artatama und einer Nebenfrau
- Mutende, Lydia Wanyoto (* 1974), ugandische Politikerin und Diplomatin
- Muter, Mela (1876–1967), polnisch-französische Malerin
- Mütercim Mehmed Rüşdi Pascha (1811–1882), osmanischer Großwesir und Oberbefehlshaber
- Mutert, Fion (* 1998), deutscher Kameramann und ehemaliger Kinderdarsteller
- Mutesa I. († 1884), Kabaka (König) von Buganda
- Mutesa, Edward (1924–1969), ugandischer Politiker, König und Präsident von Uganda
- Mutesi, Phiona (* 1996), ugandische SchachspielerinPhiona Mutesi (* 1996)

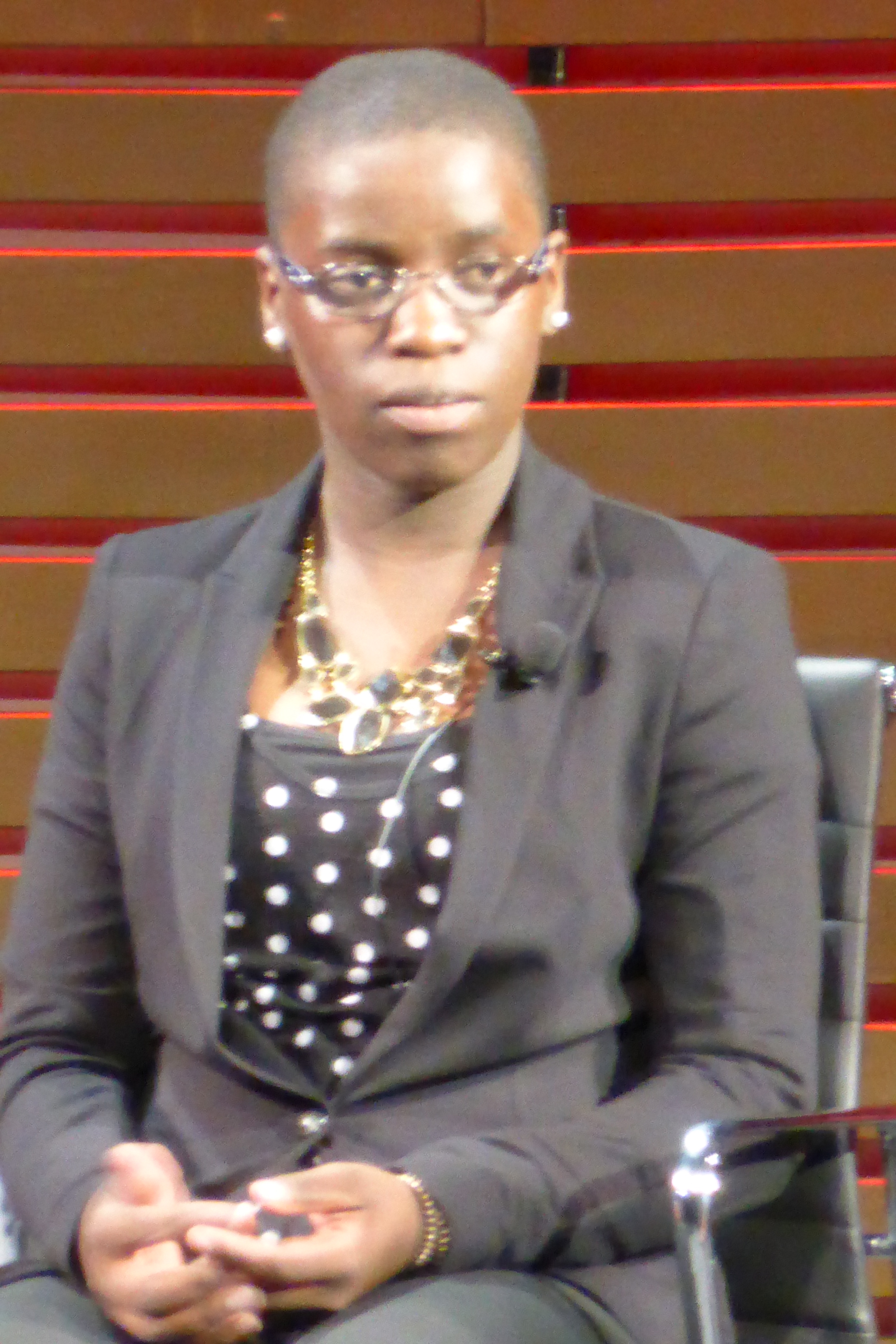
Phiona Mutesi (* 1996)

- Muteteka, Moses, sambischer Politiker
- Mutew, Dimitar (1818–1864), bulgarischer Aufklärer und Physik, Pädagoge, Übersetzer

### Muth
- Muth, Albert (1848–1922), deutscher Verwaltungsbeamter
- Muth, Carl (1867–1944), deutscher Publizist
- Muth, Caterina (* 1958), deutsche Politikerin (Die Linke), MdL
- Muth, Christa (* 1949), deutsche Systemikerin, Professorin für Management und Unternehmensberaterin
- Muth, Christian (* 1947), deutscher Schauspieler, Drehbuchautor und Filmproduzent
- Muth, Christoph (1830–1904), Landtagsabgeordneter Großherzogtum Hessen
- Muth, Claudius (* 1967), deutscher Opernsänger (Bass)
- Muth, Cornelia (* 1961), deutsche Wissenschaftlerin, Gestaltpädagogin und Systemische Coachin
- Muth, Dörthe (1932–2019), deutsche Lehrerin, Rektorin, Kommunalpolitikerin und Richterin am Verfassungsgerichtshof Rheinland-Pfalz
- Muth, Ellen (* 1981), US-amerikanische SchauspielerinEllen Muth (* 1981)

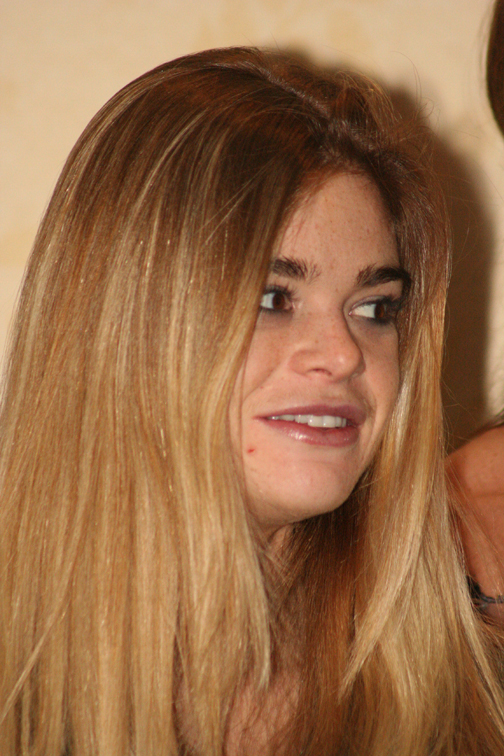
Ellen Muth (* 1981)

- Muth, Esteban (* 2001), belgischer Rennfahrer
- Muth, Frank (* 1959), deutscher Schauspieler und Synchronsprecher
- Muth, Franz Alfred (1839–1890), deutscher Pfarrer
- Muth, Frid (1912–1996), deutscher Unternehmer, Verleger und Autor
- Muth, Friedrich Wilhelm (1783–1851), deutscher Gutsbesitzer, Richter und Politiker
- Muth, Fritz (1865–1943), deutscher Dekorations- und Kirchenmaler
- Muth, Hans A. (* 1935), deutscher Industriedesigner
- Muth, Heinrich (1903–1989), deutscher KPD-Funktionär, Widerstandskämpfer, Gestapo-V-Mann
- Muth, Ingrid (* 1939), deutsche Journalistin, Diplomatin der DDR
- Muth, Jakob (1927–1993), deutscher Pädagoge und Hochschullehrer
- Muth, Johannes (1468–1504), hessischer Verwaltungsjurist und Kanzler
- Muth, John F. (1930–2005), US-amerikanischer Wirtschaftswissenschaftler
- Muth, Joseph (1788–1866), deutscher Lehrer und Historiker
- Muth, Kaspar (1876–1966), rumänischer Banat-schwäbischer Politiker
- Muth, Marvin (* 1990), deutscher Schauspieler und RapperMarvin Muth (* 1990)

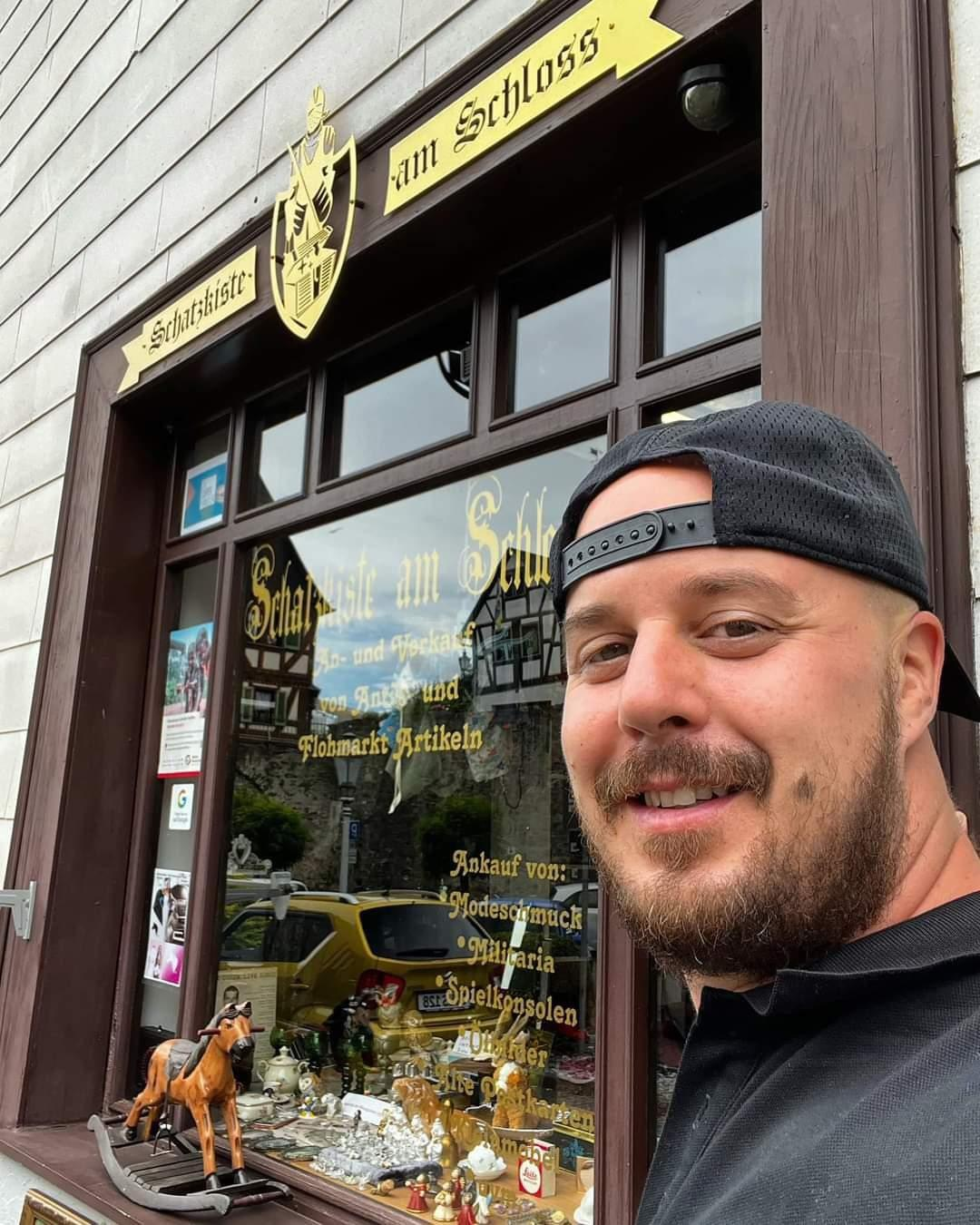
Marvin Muth (* 1990)

- Muth, Natalie (* 1998), US-amerikanische Fußballspielerin
- Muth, Oliver (* 1964), deutscher Schauspieler
- Muth, Peter von (1784–1855), österreichischer Polizeibeamter
- Muth, Placidus (1753–1821), deutscher Benediktiner, Theologe und Hochschullehrer
- Muth, Richard (1868–1933), deutscher Maler und Graphiker
- Muth, Richard F. (1927–2018), US-amerikanischer Wirtschaftswissenschaftler und Hochschullehrer
- Muth, Richard von (1848–1902), österreichischer Lehrer und Germanist
- Muth, Robert (1916–2008), österreichischer Klassischer Philologe
- Muth, Susanne (* 1967), deutsche Klassische Archäologin
- Muth, Walter (1900–1973), deutscher Geschäftsführer und Politiker (FDP), MdL
- Muth, Willi (1899–1935), deutscher Kommunist und Widerstandskämpfer
- Muth, Wolfgang (1928–2002), deutscher Jazzautor und Jazzexperte
- Muthaka, George (* 1974), kenianischer Ordensgeistlicher, römisch-katholischer Bischof von Garissa
- Muthappa, Francis Xavier (1897–1971), indischer Geistlicher, Bischof von Coimbatore
- Mutharika, Bingu wa (1934–2012), malawischer Politiker, Präsident von Malawi
- Mutharika, Gertrude (* 1960), malawische First Lady
- Mutharika, Peter (* 1940), malawischer Politiker
- Muthaura, Francis (* 1946), kenianischer Beamter und Politiker
- Müthel, Eva (1926–1980), deutsche Autorin und Regisseurin
- Müthel, Johann Gottfried (1728–1788), deutscher Organist und Komponist
- Müthel, Johann Ludwig (1764–1821), deutsch-baltischer Rechtswissenschaftler und Hochschullehrer
- Müthel, Julius (1841–1906), deutsch-baltischer lutherischer Theologe
- Müthel, Lola (1919–2011), deutsche SchauspielerinLola Müthel (1919–2011)

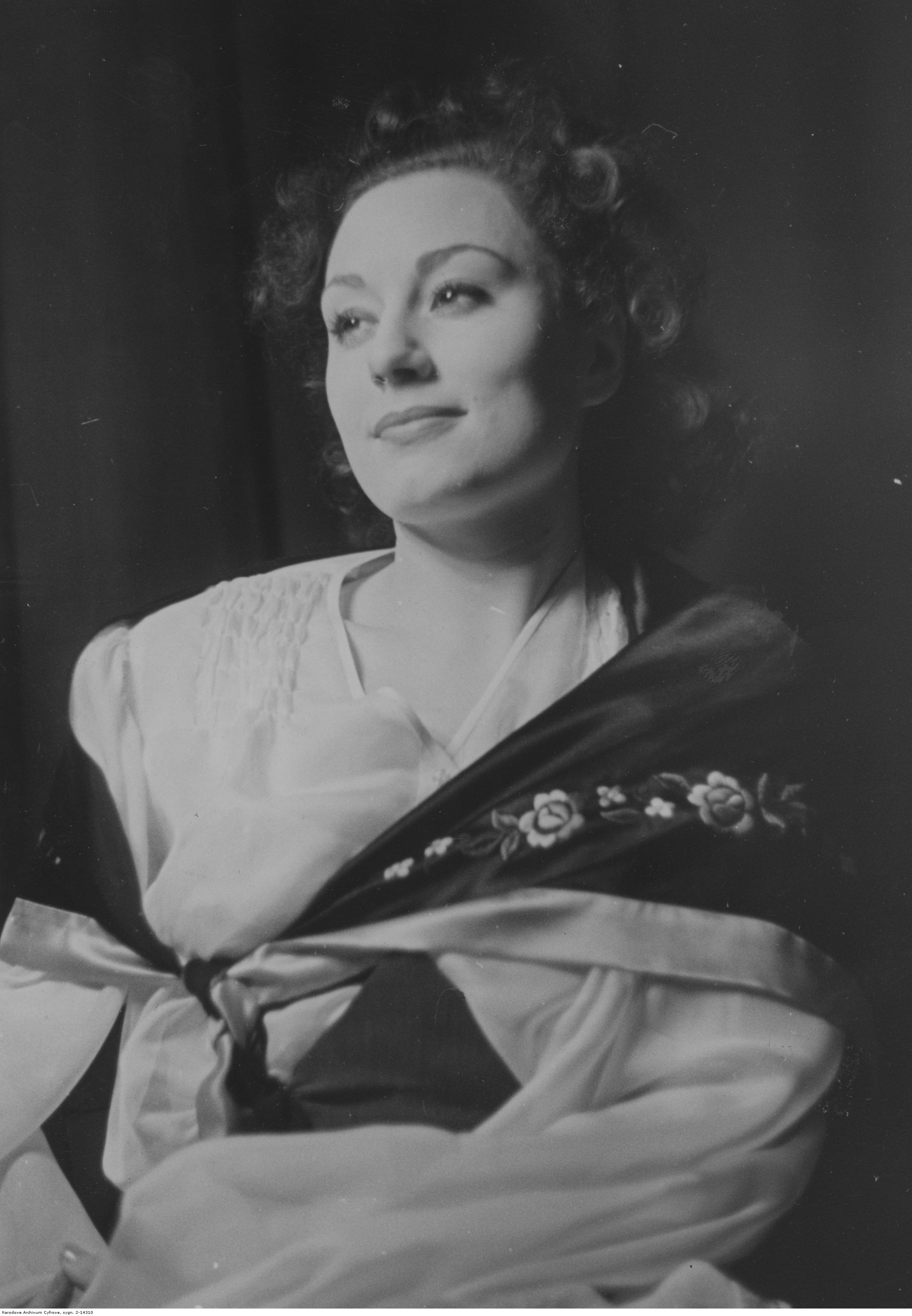
Lola Müthel (1919–2011)

- Müthel, Lothar (1896–1964), deutscher Regisseur und Schauspieler
- Muther, Ewald (* 1934), schweizerischer Komponist Kirchenmusik und Jodler
- Müther, Hans (1907–1996), deutscher Bauingenieur, Architekt und Denkmalpfleger
- Muther, Kaspar (1909–1980), Schweizer Volksmusiker
- Muther, Otto (1832–1881), deutscher Jurist und Politiker
- Muther, Richard (1860–1909), deutscher Kunsthistoriker
- Muther, Rick (1935–1995), US-amerikanischer Autorennfahrer
- Muther, Rudolf (1823–1898), deutscher Jurist und Politiker
- Muther, Theodor (1826–1878), deutscher Rechtswissenschaftler und Historiker
- Müther, Ulrich (1934–2007), deutscher Bauingenieur und Bau-Unternehmer
- Muther, Xaver (1890–1970), österreichischer Politiker (ÖVP), Landtagsabgeordneter zum Vorarlberger Landtag
- Mütherich, Birgit (1959–2011), deutsche Tierbefreiungsaktivistin, Soziologin und Autorin
- Mütherich, Florentine (1915–2015), deutsche Kunsthistorikerin
- Mütherich, Hubert (1912–1941), deutscher Luftwaffenoffizier und Jagdflieger
- Muthesius, Anna (1870–1961), deutsche Konzertsängerin und Modedesignerin
- Muthesius, Eckart (1904–1989), deutscher Architekt und Innenarchitekt
- Muthesius, Hans (1885–1977), deutscher Jurist und Pionier der Sozialen Arbeit
- Muthesius, Hermann (1861–1927), deutscher Architekt, preußischer Baubeamter, Autor und ArchitekturtheoretikerHermann Muthesius (1861–1927)

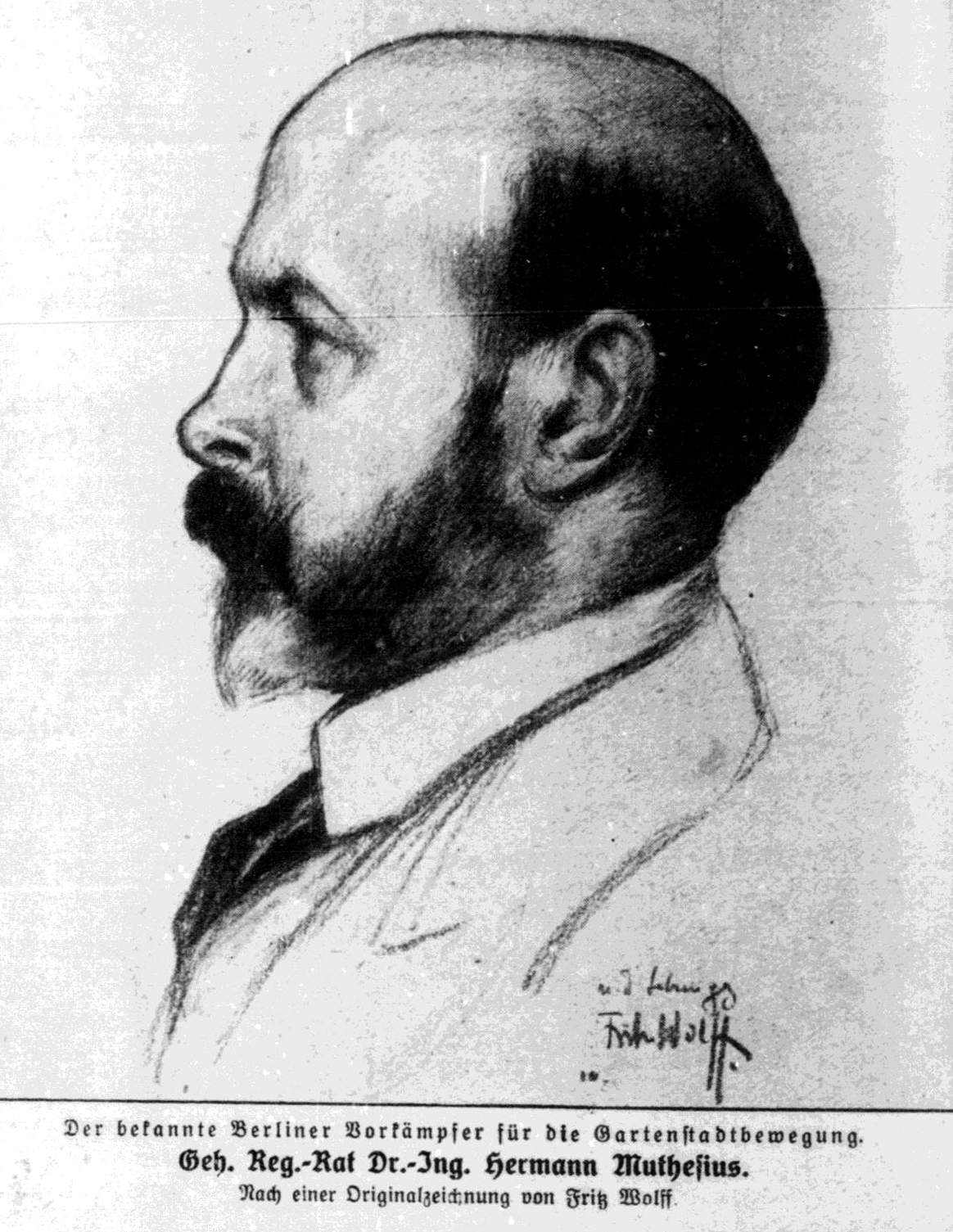
Hermann Muthesius (1861–1927)

- Muthesius, Karl (1859–1929), deutscher Pädagoge und Schriftsteller
- Muthesius, Volkmar (1900–1979), deutscher Wirtschaftsjournalist
- Muthesius, Winfried (* 1957), deutscher Maler, Fotograf und Installationskünstler
- Muthig, Andrea (* 1965), deutsche Richterin am Oberlandesgericht München und am Bayerischen Verfassungsgerichtshof
- Muthig, Julius (1908–1989), deutscher Arzt und Sturmbannführer im Dritten Reich
- Muthig, Jürgen (* 1961), deutscher Hochschullehrer
- Muthis († 392 v. Chr.), 2. Pharao der 29. Dynastie
- Müthling, Hans (1901–1976), deutscher Volkswirt, Jurist und Politiker (SPD), MdB
- Muthmann, Alexander (* 1956), deutscher Kommunal- und Landespolitiker (FDP), MdL
- Muthmann, Friedrich (1901–1981), deutscher Klassischer Archäologe, Kunsthistoriker und Diplomat
- Muthmann, Johann (1685–1747), deutscher lutherischer Theologe und Geistlicher
- Muthmann, Robert (1922–2017), deutscher Politiker, Landrat des Landkreises Wegscheid, und Autor
- Muthmann, Volker (* 1977), deutscher Schauspieler
- Muthmann, Wilhelm (1861–1913), deutscher Chemiker und Hochschullehrer für Anorganische Chemie
- Muthofer, Ben (1937–2020), deutscher Bildhauer
- Muthoki, Kennedy Kimeu (* 2002), kenianischer Sprinter
- Muthorst, Olaf (* 1980), deutscher Rechtswissenschaftler
- Muthreich, Marie (1884–1961), deutsche Lyrikerin, Erzählerin und Biographin
- Muthsam, Amelie (* 2002), österreichische Politikerin (SPÖ)
- Muthspiel, Agnes (1914–1966), österreichische Malerin
- Muthspiel, Christian (* 1962), österreichischer Jazz-Musiker, Komponist, Dirigent und Posaunist
- Muthspiel, Kurt (1931–2001), österreichischer Chorerzieher und Komponist
- Muthspiel, Wolfgang (* 1965), österreichischer Jazzmusiker (Gitarrist, auch Sänger, Komponist)
- Muthu, Royappan Antony (1912–1980), indischer Geistlicher, Bischof von Vellore
- Muthumala, Omaya (* 1997), sri-lankische Sprinterin
- Muthunayeke, Nadeeka (* 1980), sri-lankische Kugelstoßerin

### Muti
- Mutīʿ, al- († 974), 23. Kalif der Abbasiden
- Muti, Ettore (1902–1943), italienischer Politiker und Militär der Italienischen Fascisti
- Muti, Ornella (* 1955), italienische SchauspielerinOrnella Muti (* 1955)

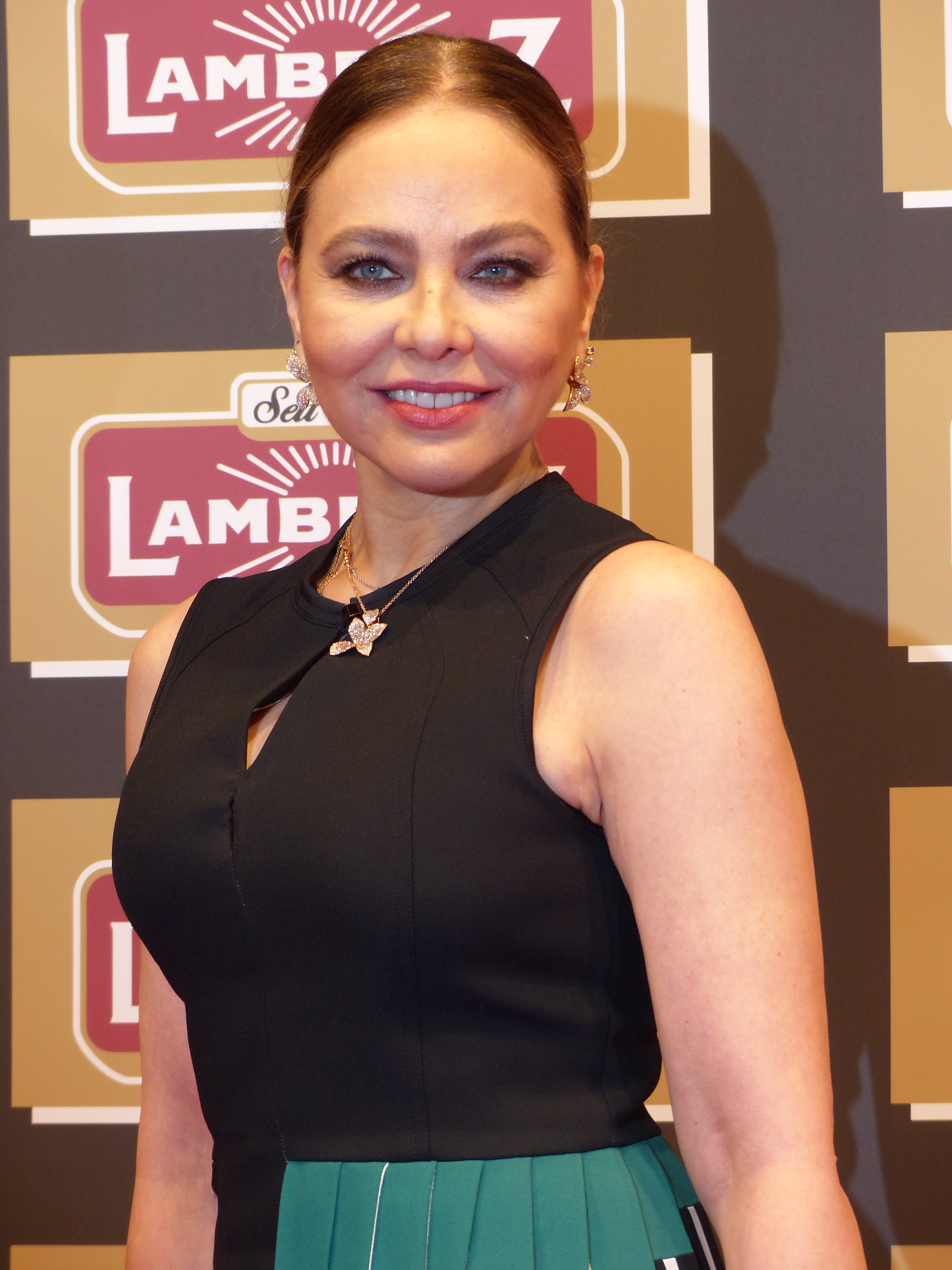
Ornella Muti (* 1955)

- Muti, Riccardo (* 1941), italienischer Dirigent
- Muti, Tiberio (1574–1636), italienischer Kardinal und Bischof
- Mutianus Rufus (1470–1526), deutscher Humanist
- Mutibarič, Dragan (* 1946), jugoslawischer Fußballspieler
- Mutic, Alexandar (* 1998), schwedisch-serbischer Fußballspieler
- Mutimir, serbischer Monarch
- Mutin, Charles (1861–1931), französischer Orgelbauer
- Mutina, Ágnes (* 1988), ungarische Schwimmerin
- Mutindi, Pedro (* 1954), angolanischer Politiker
- Mutiri, Gloria (* 2000), US-amerikanische Volleyballspielerin
- Mutis, Álvaro (1923–2013), kolumbianischer Schriftsteller
- Mutis, José (1732–1808), spanischer Botaniker und Mathematiker
- Mutis, Olivier (* 1978), französischer Tennisspieler
- Mutiso, Rose, kenianische Materialwissenschaftlerin und Energieexpertin
- Mutius, Albert von (1862–1937), preußischer Generalleutnant im Ersten Weltkrieg
- Mutius, Albert von (* 1942), deutscher Rechtswissenschaftler
- Mutius, Albrecht von (1915–1985), deutscher evangelischer Theologe
- Mutius, Bernhard Ludwig von (1913–1979), deutscher Jurist und Sekretär des Deutschen Volkskongresses
- Mutius, Bernhard von (* 1949), deutscher Sozialwissenschaftler und Publizist
- Mutius, Dagmar von (1919–2008), deutsche Schriftstellerin
- Mutius, Erika von (* 1957), deutsche Kinderärztin
- Mutius, Franz von (1925–2011), deutscher Verwaltungsjurist
- Mutius, Gerhard von (1872–1934), deutscher Diplomat
- Mutius, Hans-Georg von (* 1951), deutscher Judaist
- Mutius, Johann Karl von (1758–1816), preußischer Generalmajor
- Mutius, Louis von (1796–1866), preußischer General der Kavallerie
- Mutius, Maximilian von (1865–1942), preußischer Generalmajor, Militärattaché
- Mutius, Peter von (1828–1904), preußischer Generalmajor
- Mutius, Theodor von (1909–1977), deutscher Flottenadmiral der Bundesmarine
- Mutius, Wilhelm von (1832–1918), preußischer Generalleutnant

### Mutj
- Mutjavikua, Cleophas (1963–2021), namibischer Politiker und Regionalgouverneur

### Mutk
- Mutke, Hans Guido (1921–2004), deutscher Jagdflieger in der Luftwaffe im Zweiten Weltkrieg
- Mutkins, Helen, australische Schauspielerin
- Mutko, Witali Leontjewitsch (* 1958), russischer Politiker und Fußballfunktionär
- Mutkurow, Sawa (1852–1891), bulgarischer General

### Mutl
- Muṭlak, Ḥasan (1961–1990), irakischer Schriftsteller
- Mutlak, Salih al-, irakischer Politiker
- Mutlu, Ata Berk (* 2005), türkischer Schauspieler
- Mutlu, Ayten (* 1952), türkische Dichterin
- Mutlu, Derya (* 1977), deutsche Sängerin und Komponistin
- Mutlu, Erol (* 1952), türkischer Ringer
- Mutlu, Halil (* 1973), türkischer Gewichtheber
- Mutlu, Hüseyin Avni (* 1956), türkischer Politiker
- Mutlu, Mert (* 1974), türkischer Straßenradrennfahrer
- Mutlu, Mine (1948–1990), türkische Schauspielerin
- Mutlu, Necmi (* 1935), türkischer Fußballspieler und -trainer
- Mutlu, Özcan (* 1968), deutscher Politiker (parteilos, Bündnis 90/Die Grünen), MdA, MdBÖzcan Mutlu (* 1968)

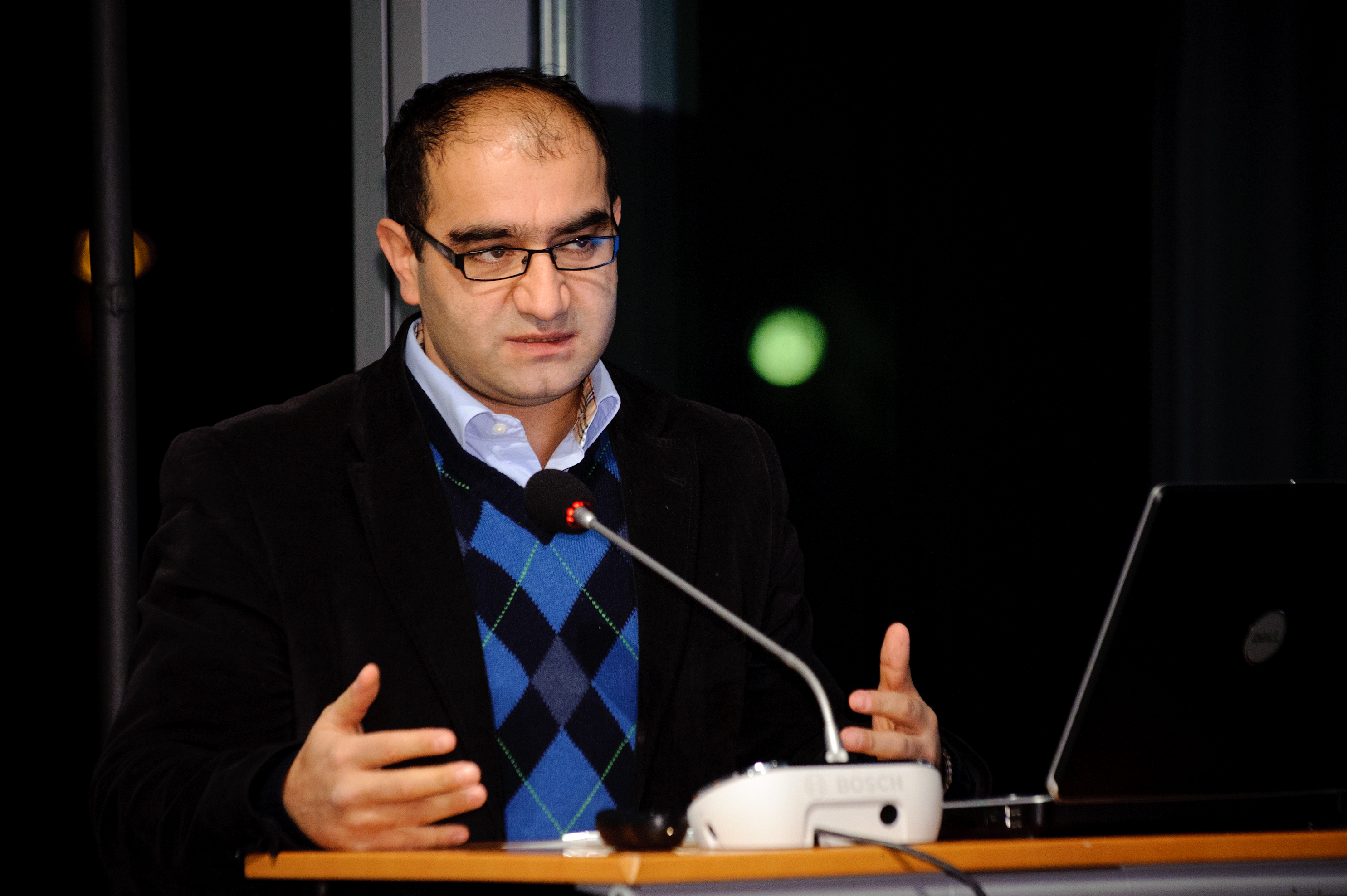
Özcan Mutlu (* 1968)

- Mutlu, Pembe (* 1955), türkische Schauspielerin
- Mutlu, Sema (* 1969), deutsche Sängerin und Komponistin
- Mutluç, Melis (* 2003), türkische Schauspielerin
- Mutluer, Gözde (* 1991), türkische Schauspielerin

### Mutn
- Mutnedjmet, Gemahlin von Psusennes I.
- Mutnedjmet, Kindermädchen im Dienst des Echnaton und der Nofretete
- Mutnofret, Gemahlin des altägyptischen Vizekönigs von Kusch Setau
- Mutnofret, Königin Ägyptens der 18. Dynastie

### Muto
- Mutō Kabun (1926–2009), japanischer Politiker
- Mutō, Akira (1892–1948), japanischer GeneralleutnantMutō Akira (1892–1948)

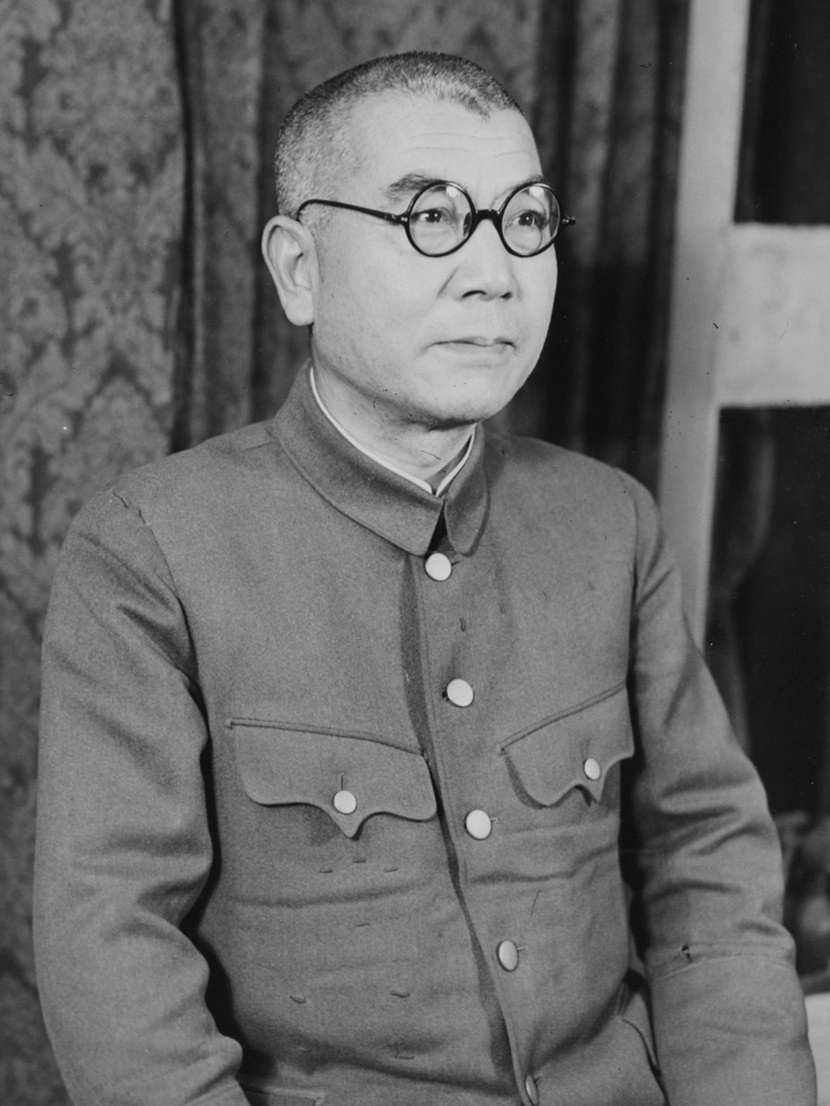
Mutō Akira (1892–1948)

- Mutō, Hideki (* 1982), japanischer Automobilrennfahrer
- Mutō, Hiroki (* 1997), japanischer Bogenschütze
- Mutō, Kazuo (1913–1995), japanischer Theologe und Philosoph
- Mutō, Kiyoshi (1903–1989), japanischer Bauingenieur
- Muto, Luke Kenichi, anglikanischer Geistlicher und Bischof
- Mutō, Nobuyoshi (1868–1933), japanischer Feldmarschall
- Muto, Pasquale (* 1980), italienischer Radrennfahrer
- Mutō, Sanji (1867–1934), japanischer Unternehmer
- Mutō, Shin’ichi (* 1973), japanischer Fußballspieler
- Mutō, Toshirō (* 1943), japanischer Vizegouverneur der Zentralbank
- Mutō, Yōji (* 1955), japanischer Politiker
- Mutō, Yoshinori (* 1992), japanischer Fußballspieler
- Mutō, Yūki (* 1988), japanischer Fußballspieler
- Mutoh, Keiji (* 1962), japanischer Wrestling-Promoter
- Mutoke, Kaleka (* 1966), kongolesischer Langstreckenläufer
- Mutolo, Gaspare (* 1940), mächtiger sizilianischer Mafioso
- Mutombo, Dikembe (1966–2024), kongolesisch-US-amerikanischer BasketballspielerDikembe Mutombo (1966–2024)

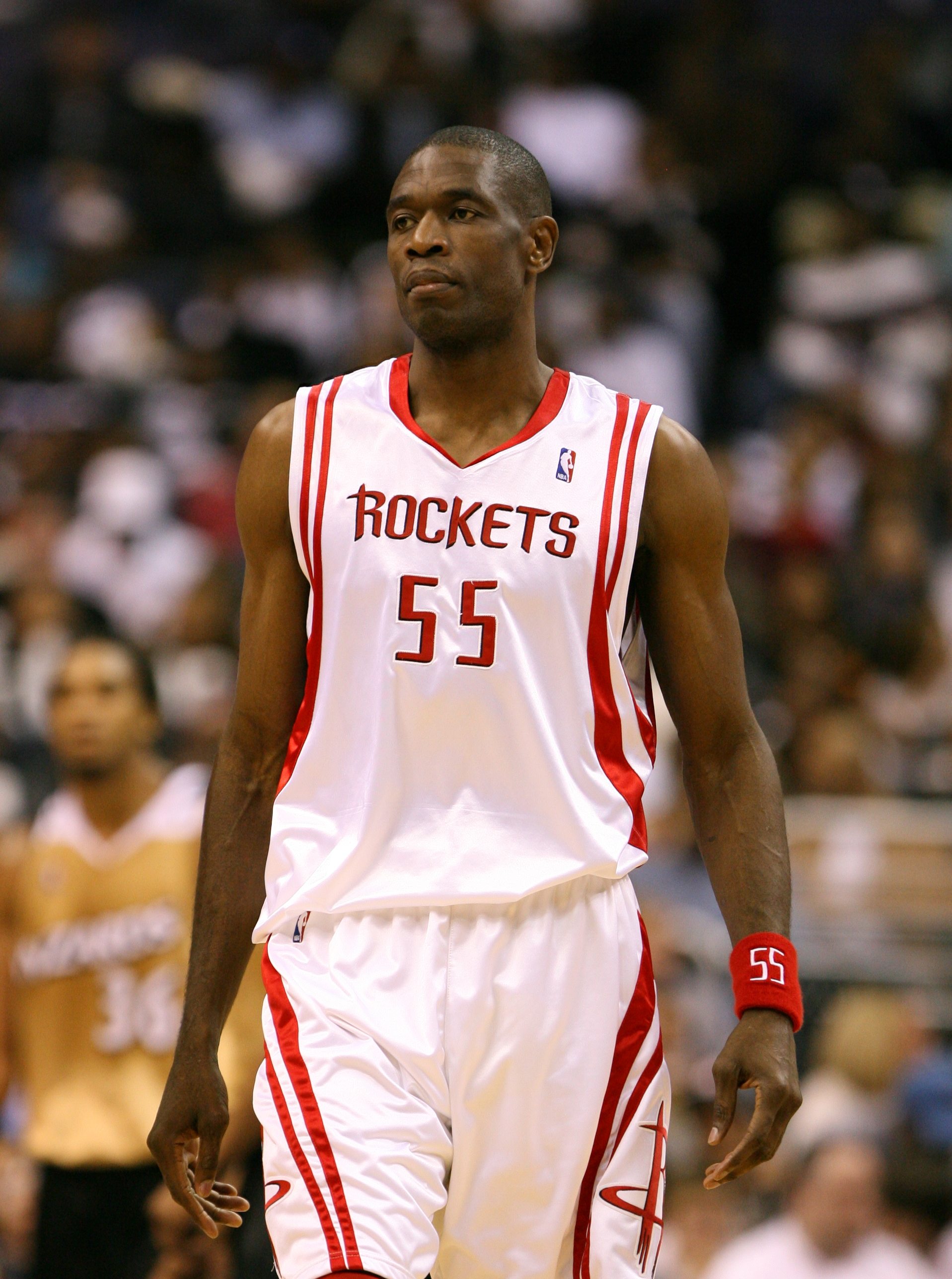
Dikembe Mutombo (1966–2024)

- Mutombo, Gabriel (* 1996), kongolesisch-französischer Fußballspieler
- Mutorwa, John (* 1957), namibischer Politiker und Minister
- Mutowin, Alexander Wladimirowitsch (* 1984), russischer Skeletonpilot

### Mutr
- Mutran, Chalil († 1949), arabischer Dichter und Journalist
- Mutrie, Les (1951–2017), englischer Fußballspieler
- Mutru, Leevi (* 1995), finnischer Nordischer Kombinierer
- Mutrux, Floyd (* 1941), US-amerikanischer Schauspieler, Drehbuchautor, Regisseur und Filmproduzent
- Mutrux, Gail (* 1945), US-amerikanische Filmproduzentin
- Mutryn, Chet (1921–1995), US-amerikanischer American-Football-Spieler

### Muts
- Mutsaars, Ronald (* 1979), niederländischer Radrennfahrer
- Mutsaers, Charlotte (* 1942), niederländische Malerin und Autorin
- Mutsaerts, Robert (* 1958), niederländischer Geistlicher, römisch-katholischer Bischof
- Mütsch, Annmarie (* 2002), deutsche Schachspielerin
- Mütsch, Karl (1905–1966), österreichischer Fußballtrainer
- Mutsch, Lydia (* 1961), luxemburgische Politikerin, Mitglied der Chambre
- Mutsch, Mario (* 1984), luxemburgischer Fußballspieler
- Mutsch, Thomas (* 1979), deutscher RennfahrerThomas Mutsch (* 1979)

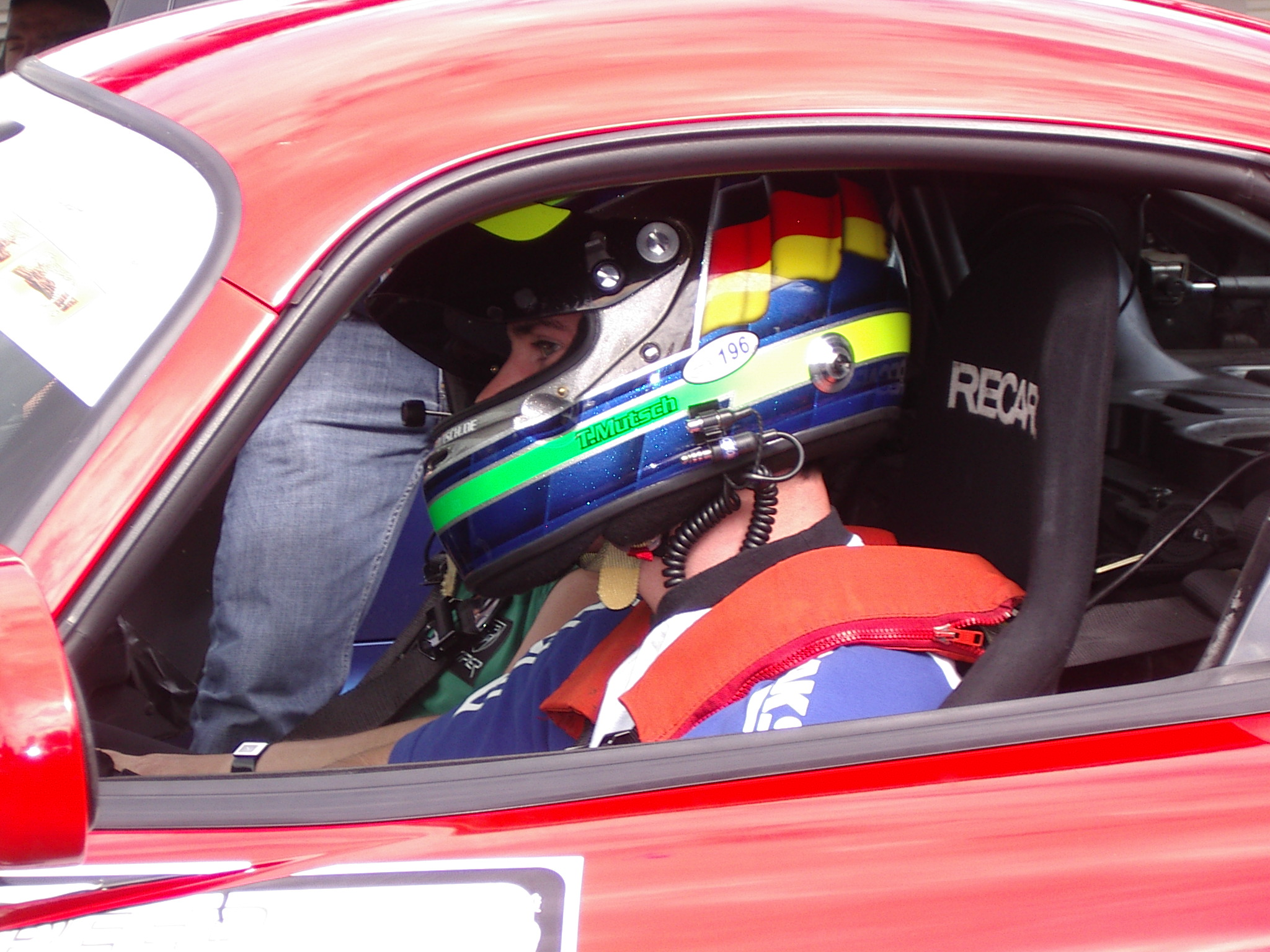
Thomas Mutsch (* 1979)

- Mutschelknauss, Ralf (1931–2012), deutscher Parodontologe
- Mutschelle, Sebastian (1749–1800), deutscher Theologe
- Mutscheller, Sigrid (* 1976), deutsche Wintertriathletin
- Mutschink, Johann Traugott (1821–1904), sorbischer Volksschriftsteller
- Mutschke, Werner (* 1956), deutscher Komponist
- Mutschlechner, Anton (1795–1846), österreichischer Architekt
- Mutschlechner, Armin (* 1969), italienischer Künstler (Südtirol)
- Mutschlechner, Gottfried (1949–1991), italienischer Bergsteiger (Südtirol)
- Mutschlechner, Josef (1876–1939), Südtiroler Priester und Apostolischer Administrator
- Mutschler, Bernd (* 1961), deutscher Jurist und Bundesrichter
- Mutschler, Carlfried (1926–1999), deutscher Architekt
- Mutschler, Ernst (* 1931), deutscher Pharmakologe
- Mutschler, Ernst Benno (1891–1974), deutscher Apotheker
- Mutschler, Ernst Ludwig von (1770–1848), württembergischer Oberamtmann
- Mutschler, Fritz-Heiner (* 1946), deutscher Klassischer Philologe
- Mutschler, Hans-Dieter (* 1946), deutscher Naturphilosoph, Professor für Naturphilosophie
- Mutschler, Hiram (* 1953), deutscher Jazzmusiker
- Mutschler, Wolf (* 1948), deutscher Chirurg, Autor und Hochschullehrer
- Mutschmann, Frank (1957–2018), deutscher Tierarzt und Parasitologe
- Mutschmann, Heinrich (1885–1955), deutscher Anglist, Sprachwissenschaftler und Hochschullehrer
- Mutschmann, Hermann (1882–1918), deutscher Klassischer Philologe
- Mutschmann, Martin (1879–1947), deutscher mittelständischer Unternehmer, Politiker (NSDAP), MdR und sächsischer Ministerpräsident (1935–1945)Martin Mutschmann (1879–1947)

Martin Mutschmann (1879–1947)

- Mutschnik, Ilja (* 1985), deutscher Schachspieler
- Mutsers, Cor (* 1957), niederländischer Gitarrist
- Mutsu Munemitsu (1844–1897), japanischer Politiker
- Mutsu, Mizuho (1898–1970), japanischer Kampfkunstexperte

### Mutt
- Mütt, Marten (* 1992), estnischer Fußballspieler
- Mutt, Mihkel (* 1953), estnischer Schriftsteller
- Mutt, Viktor (1923–1998), estnisch-schwedischer Chemiker und Endokrinologe
- Muttach, Klaus (* 1963), deutscher Politiker (CDU)
- Muttai, Mark Kiprotich (* 1978), kenianischer Sprinter
- Muttaqi, al- († 968), Kalif der Abbasiden
- Muttaqi, Amir Khan (* 1971), afghanischer Diplomat
- Muttenthaler, Adriane (* 1955), österreichische Pianistin und Komponistin
- Mutter Angelica (1923–2016), US-amerikanische Nonne, Gründerin des EWTN
- Mutter Meera (* 1960), indische Mystikerin
- Mutter, André (1901–1973), französischer Politiker (PRL, CNIP), Abgeordneter und Minister
- Mutter, Anna (1918–2011), österreichische Malerin
- Mutter, Anne-Sophie (* 1963), deutsche ViolinistinAnne-Sophie Mutter (* 1963)

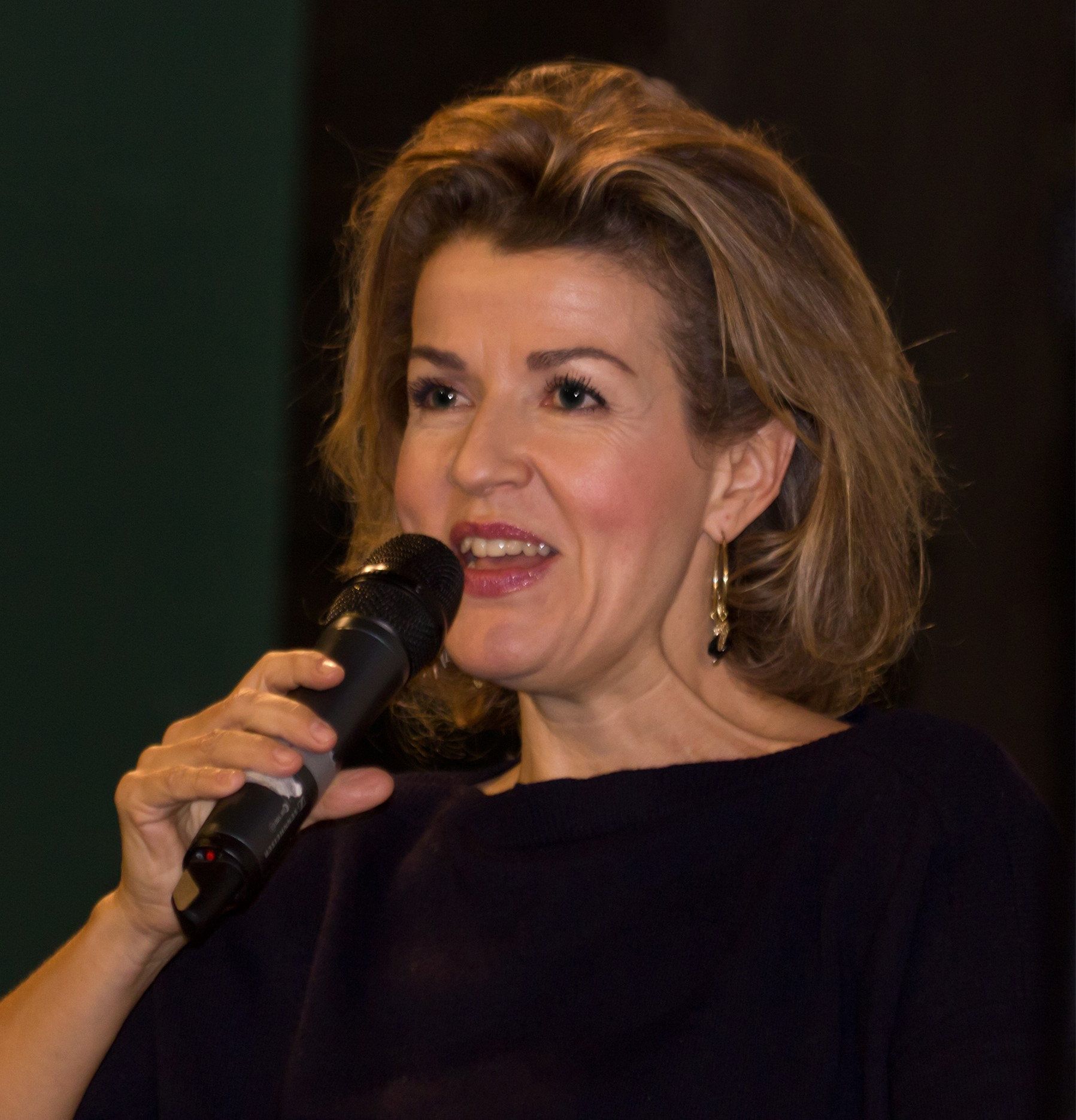
Anne-Sophie Mutter (* 1963)

- Mutter, Anton (1932–1992), Schweizer Künstler
- Mütter, Bernd (1938–2023), deutscher Historiker und Geschichtsdidaktiker
- Mütter, Bertl (* 1965), österreichischer Musiker, Komponist und Autor
- Mutter, Carol A. (* 1945), US-amerikanische Generalleutnantin
- Mutter, Christa (* 1960), Schweizer Politikerin (Grüne), Historikerin, Journalistin
- Mutter, Christoph (* 1961), deutscher Jurist
- Mutter, Claudio (* 1996), Schweizer Unihockeyspieler
- Mutter, Dominik, deutscher politischer Beamter und Diplomat
- Mutter, Edda (* 1970), deutsche Skirennläuferin
- Mutter, Gerbert (1922–1989), deutscher Komponist, Musikpädagoge, Dirigent, Pianist und Organist
- Mutter, Heike (* 1969), deutsche Künstlerin
- Mutter, Johann (1902–1974), deutscher expressionistischer Maler und Fotograf
- Mutter, Karl (1869–1952), deutscher Landschaftsmaler
- Mutter, Leopold (1827–1887), deutscher Altar- und Porträtbildhauer
- Mutter, Manfred (* 1942), deutscher Biochemiker
- Mutter, Nico (* 1998), Schweizer Unihockeyspieler
- Mutter, Raoul (* 1991), Schweizer Fussballspieler
- Mutter, Stefan (* 1956), Schweizer Radrennfahrer
- Mutterer, Felicia (* 1979), deutsche Journalistin, Moderatorin und UnternehmerinFelicia Mutterer (* 1979)

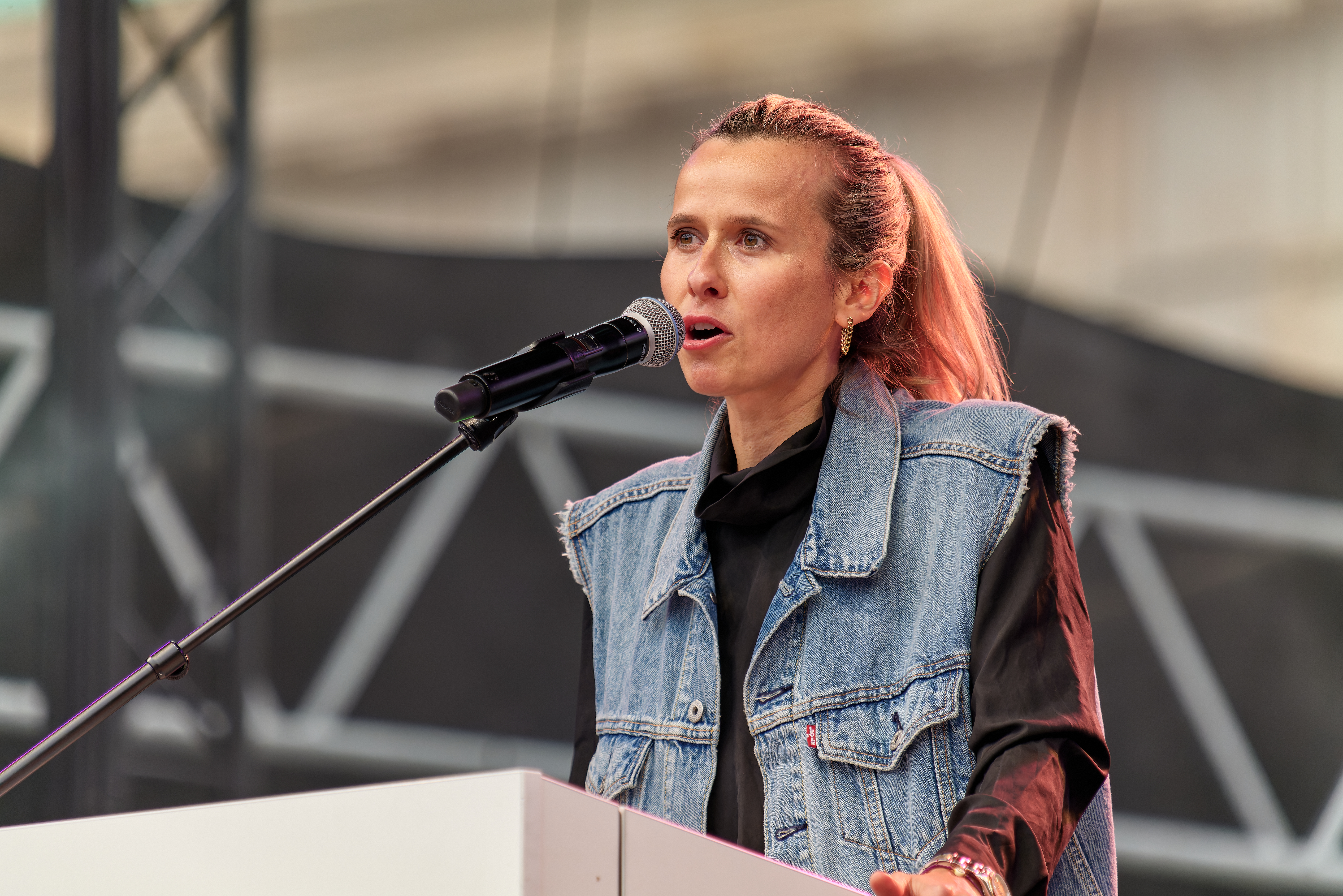
Felicia Mutterer (* 1979)

- Mutterlose, Heinz (1927–1995), deutscher Maler und Grafiker
- Mutters, Johannes (1889–1974), niederländischer Fußballschiedsrichter
- Mutters, Tom (1917–2016), niederländischer Begründer der Lebenshilfe
- Mutterstadt, Johann von († 1472), Domvikar in Speyer, Historiker
- Mutti, Bortolo (* 1954), italienischer Fußballspieler und -trainer
- Mutti, Emiliano (* 1933), italienischer Geologe und Sedimentologe
- Muttilainen-Olkkonen, Marjatta (* 1946), finnische Skilangläuferin
- Muttis, Ramón (1899–1955), argentinischer Fußballspieler
- Muttkowski, Richard Anthony (1887–1943), US-amerikanischer Entomologe
- Muttone, Antonio († 1623), italienischer Architekt
- Muttone, Philipp (1699–1775), Baumeister
- Muttonen, Christine (* 1954), österreichische Politikerin (SPÖ), Abgeordnete zum Nationalrat
- Muttray, Alfred (1842–1918), deutschbaltischer Architekt und Kunsthistoriker, preußischer Baubeamter
- Muttray, Georg (1894–1983), deutscher Verwaltungsjurist und Ministerialbeamter
- Muttray, Johann August (1808–1872), preußischer Arzt, Mitglied der Frankfurter Nationalversammlung
- Muttray, Wilhelm (1850–1922), deutscher Wasserbauingenieur und preußischer Baubeamter

### Mutu
- Mutu, Adrian (* 1979), rumänischer Fußballspieler und -trainerAdrian Mutu (* 1979)

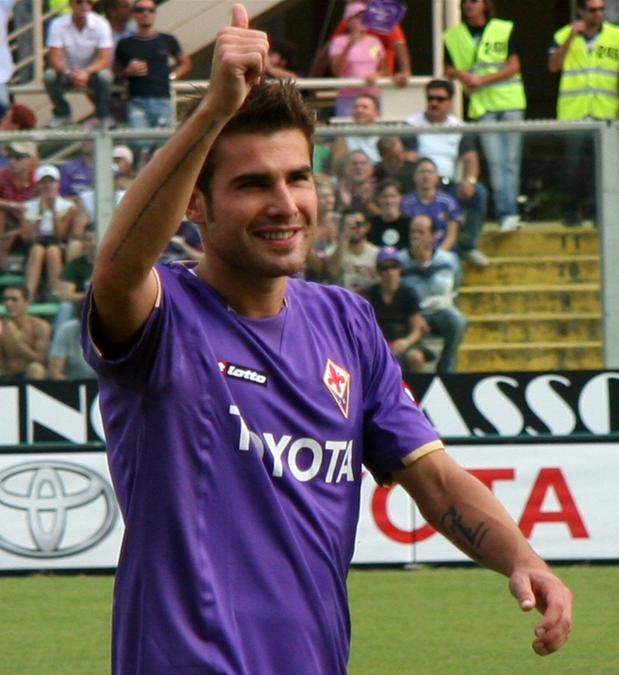
Adrian Mutu (* 1979)

- Mutu, Margaret, neuseeländische Mathematikerin, Autorin und Hochschullehrerin
- Mutu, Wangechi (* 1972), kenianische Künstlerin
- Mutua, Joseph Mwengi (* 1978), kenianischer Mittelstreckenläufer
- Mutua, Veronica (* 1992), kenianische Sprinterin
- Mutukera, Bernard (* 1991), salomonischer Fußballschiedsrichterassistent
- Mutulescu, Andrei (1988–2011), rumänischer Fußballspieler
- Mutumba, Yvette, deutsche Kuratorin
- Mutume, Patrick Mumbure (1943–2017), simbabwischer römisch-katholischer Geistlicher, Weihbischof in Mutare
- Mutunga, Stanley (* 1996), kenianischer Sprinter
- Mutunga, William (* 1993), kenianischer Hürdenläufer
- Mutunga, Willy (* 1947), kenianischer Jurist und Präsident des Supreme Court of Kenya

### Mutw
- Mutwa, John (1960–2021), namibischer Generalleutnant
- Mutwa, Vusamazulu Credo (1921–2020), südafrikanischer Autor und Sangoma vom Volk der Zulu
- Mutwol, William (* 1967), kenianischer Langstreckenläufer

### Mutz
- Mutz, Alfred (1903–1990), Schweizer Mechaniker, Gewerbelehrer und Historiker
- Mutz, Alois (1909–2005), deutscher katholischer Geistlicher
- Mutz, Diana C. (* 1962), US-amerikanische Politik- und Kommunikationswissenschaftlerin
- Mutz, Ernst (* 1900), deutscher Politiker (NSDAP), MdR
- Mutz, Fredy (1926–2001), deutscher Fußballspieler
- Mutz, Hermann (1845–1913), deutscher Keramiker
- Mutz, John (* 1935), US-amerikanischer Politiker
- Mutz, Manfred (1945–2013), deutscher Pädagoge und Politiker (SPD), MdL, Oberbürgermeister der Stadt Gießen
- Mutz, Reinhard (1938–2017), deutscher Friedensforscher und Politologe
- Mutz, Richard (1872–1931), deutscher Keramiker
- Mutzbauer, Hans Wilhelm (1908–1968), deutscher Gartenbauarchitekt
- Mutzbauer, Josef (1886–1935), deutscher Kriminalbeamter und KZ-Funktionär
- Mutzbauer, Norbert (* 1957), deutscher Richter am Bundesgerichtshof
- Mütze, Daniel († 1741), deutscher Orgelbauer
- Mütze, Otto (* 1886), deutscher Fußballspieler
- Mütze, Peter (1887–1958), deutscher Bauingenieur
- Mütze, Thomas (* 1966), deutscher Politiker (Bündnis 90/Die Grünen), MdL
- Mütze, Wolfgang (* 1943), deutscher Jurist, Richter am Bundessozialgericht (1993–2008)
- Mutzeck, Wolfgang (1946–2009), deutscher Erziehungswissenschaftler und Hochschullehrer
- Mützel, Gustav (1839–1893), deutscher Tiermaler
- Mützel, Hans (1868–1928), deutscher Maler, Zeichner und Kunstschriftsteller
- Mützel, Heinrich (1797–1868), deutscher Tiermaler, Lithograf und Landschaftsmaler
- Mützel, Johann (1647–1717), deutscher Architekt
- Mützel, Karin, deutsche Verlegerin
- Mutzel, Michael (* 1979), deutscher FußballspielerMichael Mutzel (* 1979)

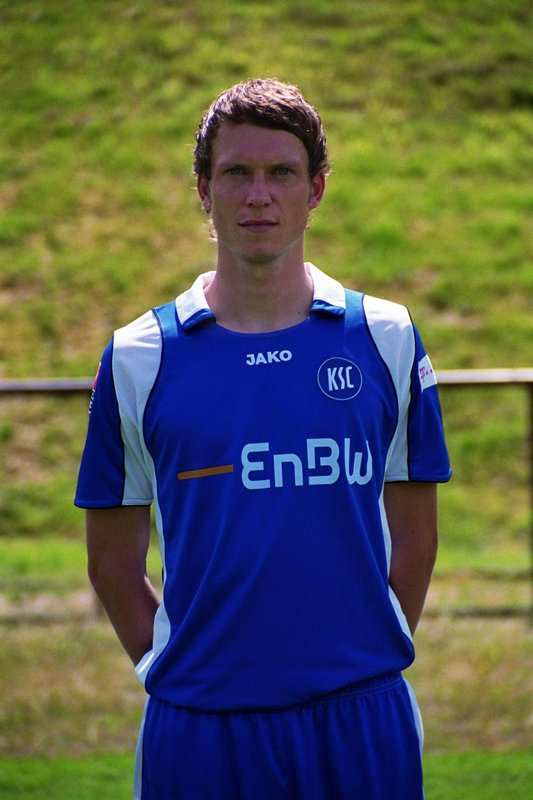
Michael Mutzel (* 1979)

- Mutzel, Petra (* 1964), deutsche Mathematikerin, Informatikerin und Hochschullehrerin
- Mützel, Sebastian (* 1989), deutscher Fußballspieler
- Mützel, Sophie (* 1971), deutsche Soziologin
- Mützel, Werner († 2018), deutscher Verleger
- Mützelburg, Adolf (1831–1882), deutscher Schriftsteller
- Mützelburg, Adolf (1870–1931), deutscher Bankkaufmann und Unternehmer
- Mützelburg, Bernd (* 1944), deutscher Diplomat
- Mützelburg, Dieter (* 1943), deutscher Politiker (Bündnis 90/Die Grünen), MdBB
- Mützelburg, Gerhard (* 1911), deutscher Jurist, Präsident des Oberlandesgerichts Celle
- Mützelburg, Rolf (1913–1942), deutscher Kapitänleutnant sowie U-Boot-Kommandant im Zweiten Weltkrieg
- Mützelburg, Wilhelm (1877–1959), deutscher Jurist, Oberbürgermeister der Stadt Emden
- Mützelfeldt, Karl (1881–1955), deutscher lutherischer Pfarrer und Pädagoge, sowie Autor mehrerer religionspädagogischer Schriften
- Mützelfeldt, Karsten (* 1958), deutscher Hörfunkjournalist
- Mützeltin, Franz († 1594), Staatsmann während der Reformation
- Mutzenbecher, Adolf (1834–1896), deutscher Verwaltungsjurist, Regierungspräsident für das Fürstentum Lübeck im Großherzogtum Oldenburg
- Mutzenbecher, August (1826–1897), deutscher Verwaltungsjurist und Regierungsrat im Großherzogtum Oldenburg
- Mutzenbecher, Esdras Heinrich (1744–1801), deutscher evangelisch-lutherischer Theologe und Generalsuperintendent in Oldenburg
- Mutzenbecher, Franz (1880–1968), deutscher Maler
- Mutzenbecher, Friedrich (1781–1855), deutscher Verwaltungsjurist und Regierungspräsident im Großherzogtum Oldenburg
- Mutzenbecher, Heinrich (1888–1985), deutscher Filmproduzent und Medienfunktionär
- Mutzenbecher, Hermann (1855–1932), deutscher Versicherungsunternehmer
- Mutzenbecher, Joël von (* 1988), Schweizer Komiker, TV- und Radiomoderator und Schauspieler
- Mutzenbecher, Julius (1867–1933), deutscher Jurist und Reichsbahnbeamter
- Mutzenbecher, Kurt von (1866–1938), deutscher Verwaltungs- und Hofbeamter und Theaterintendant
- Mutzenbecher, Ludwig Samuel Dietrich (1766–1838), Arzt, Postmeister und Musiker
- Mutzenbecher, Theresia (1888–1979), deutsche literarische Übersetzerin
- Mutzenbecher, Werner von (* 1937), schweizerisch-deutscher Maler, Experimentalfilmer, Kunsterzieher und Autor
- Mutzenbecher, Wilhelm (1832–1878), deutscher Verwaltungsjurist und Staatsrat im Großherzogtum Oldenburg
- Mutzenbecher, Wilhelmine (1801–1878), deutsche Gründerin der Martha-Stiftung
- Mützenberg, Denise (* 1942), Schweizer Schriftstellerin, Dichterin, Verlegerin und Lehrerin
- Mützenich, Rolf (* 1959), deutscher Politiker (SPD), MdB
- Mutzke, Max (* 1981), deutscher Sänger, Songwriter und MusikerMax Mutzke (* 1981)

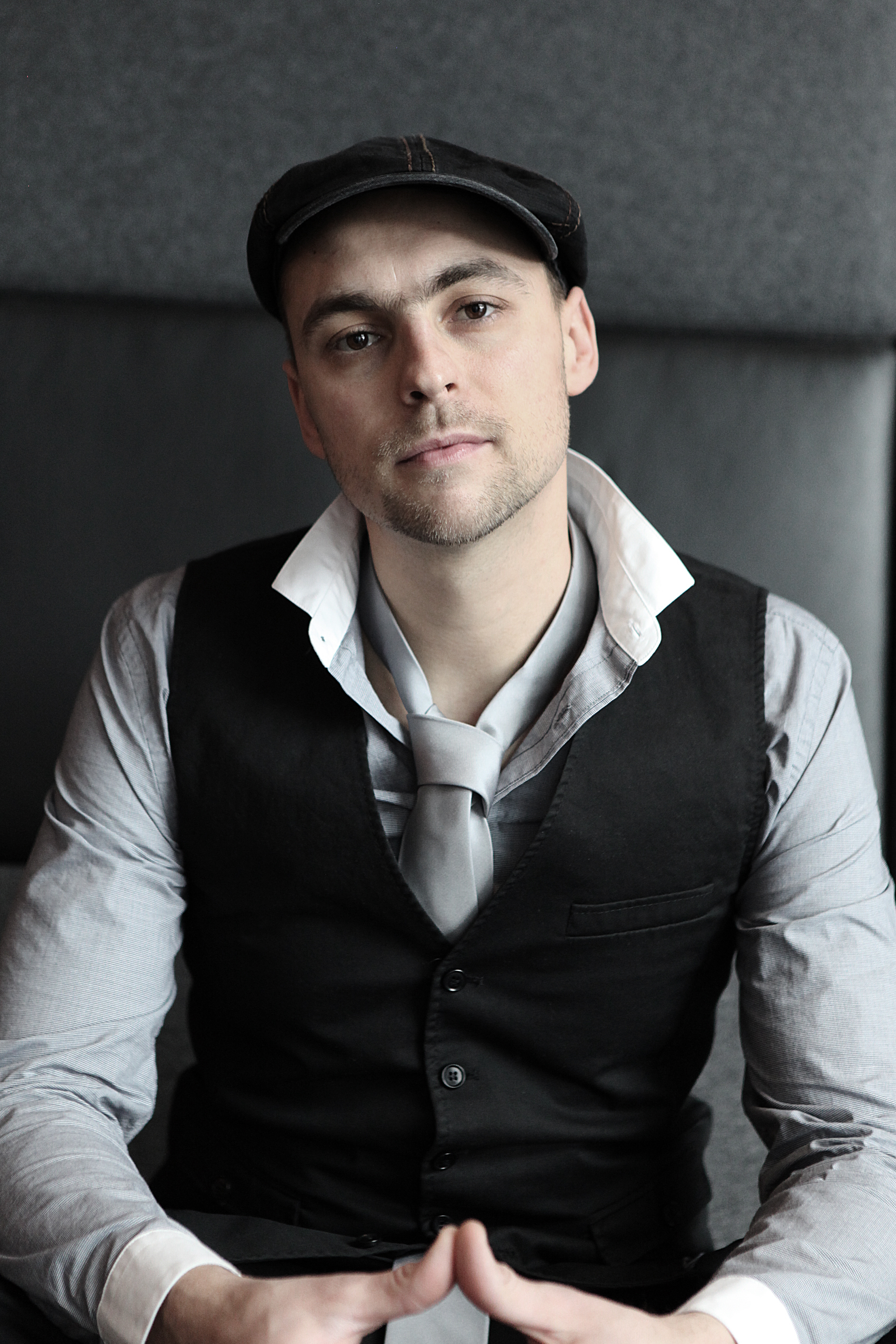
Max Mutzke (* 1981)

- Mutzke, Menzel (* 1984), deutscher Jazzmusiker
- Mutzl, Rupert (1834–1896), deutscher Ordensgeistlicher, Abt des Klosters Scheyern und Präses der bayerischen Benediktinerkongregation
- Mutzl, Sebastian (1797–1863), deutscher Gymnasiallehrer und Verfasser von Schulbüchern
- Mutzl, Sebastian (1831–1917), deutscher katholischer Priester, Kunstsammler und Künstler
- Mützlitz, Henning (* 1980), deutscher Autor
- Mutzner, Paul (1881–1949), Schweizer Rechtswissenschaftler
- Mützschefahl, Arthur von (1819–1899), preußischer Generalleutnant
- Mützschefahl, Maximilian von (1844–1915), preußischer Generalleutnant
- Mützschefall, Friedrich Julius von (1693–1761), preußischer Generalmajor, Chef des Garnisonsregiments Nr. 2